# جستين إنغرام
جستين إنغرام (بالإنجليزية: Justin Ingram)‏ مواليد 16 نوفمبر 1985 في لانسنغ، هو مدرب كرة سلة أمريكي ولاعب معتزل. بدأ مسيرته الاحترافية في سنة 2007. يبلغ طوله 6 قدم 3 بوصة (1.9 م). اعتزل اللعب في 2016. لعب مع سانت إتيان ونادي تارتو لكرة السلة.

## روابط خارجية
- جستين إنغرام على موقع كرة السلة الأوروبية.كوم (الإنجليزية)
- جستين إنغرام على موقع كلية كرة السلة في سبورتس رفرنس.كوم (الإنجليزية)
- جستين إنغرام على موقع بروبوليرز (الإنجليزية)